# Afrikaanse kampioenschappen wielrennen 2018 – Ploegentijdrit mannen junioren
De vijfde editie van de ploegentijdrit voor mannen junioren op de Afrikaanse kampioenschappen wielrennen werd gehouden op 14 februari 2018. De zes deelnemende selecties moesten een parcours van 18,6 kilometer in en rond Kigali afleggen. De Eritrese selectie volgde die van Algerije op als winnaar.

## Uitslag
| Plaats | Naam                                                                              | Tijd     |
| ------ | --------------------------------------------------------------------------------- | -------- |
| Goud   | Eritrea Biniyam Ghirmay, Tomas Goytom, Hager Andemaryam, Natan Medhanie           | 26'07"   |
| Zilver | Rwanda Eric Habimana, Yves Nkurunziza, Barnabé Gahemba, Jean Claude Nzafashwanayo | + 49"    |
| Brons  | Namibië Charl du Plooy, Alex Miller, Schalk van der Merwe, Dieter Koen            | + 2'12"  |
| 4      | Mauritius                                                                         | + 3'07"  |
| 5      | Algerije                                                                          | + 3'41"  |
| 6      | Burundi                                                                           | + 10'27" |